# Aasif Mandvi

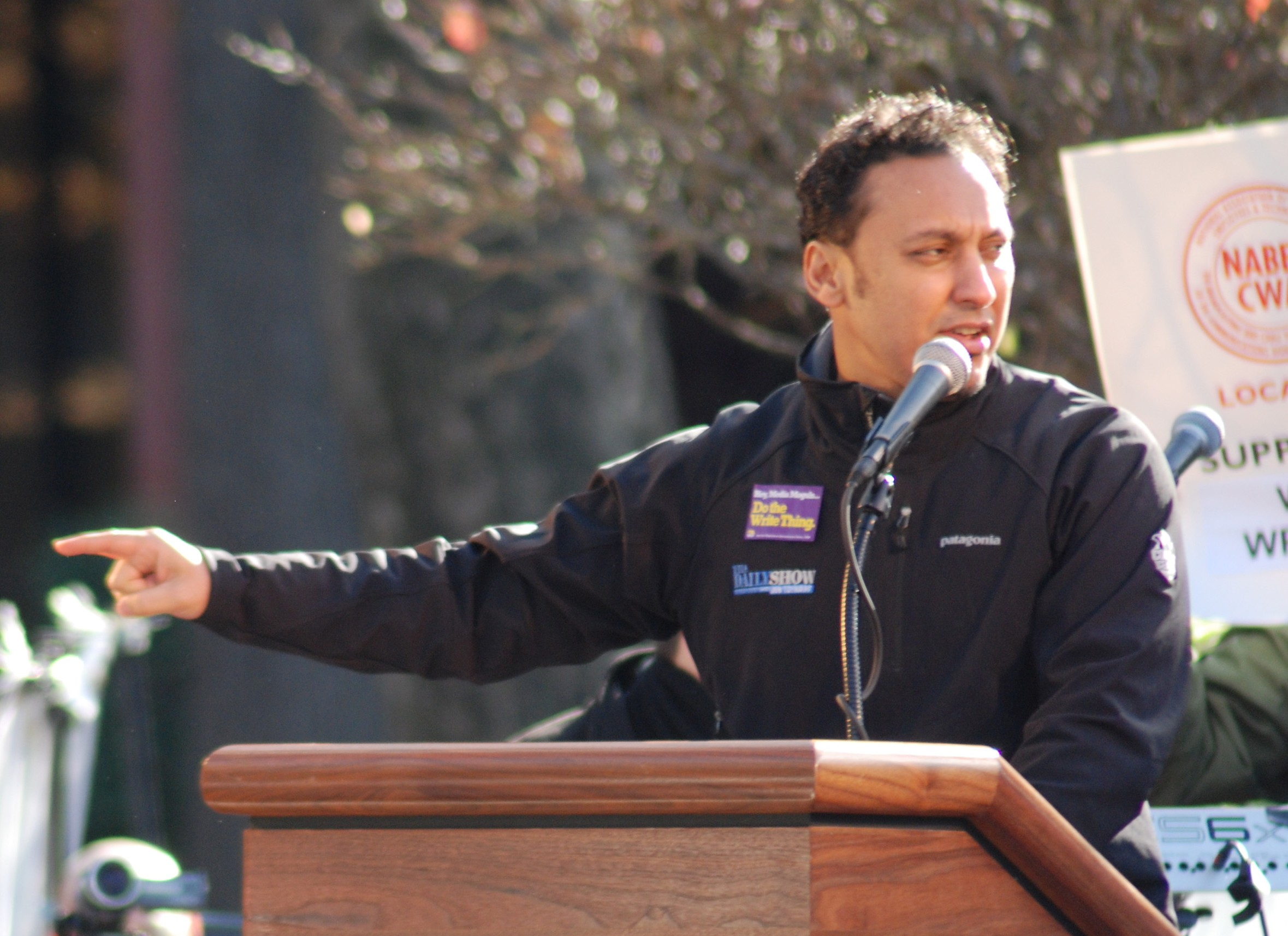
Aasif Mandvi, 2008

Aasif Mandvi (* 5. März 1966 in Bombay, Indien) ist ein US-amerikanischer Schauspieler indisch-britischer Herkunft.
Mandvi wurde als Sohn muslimischer Eltern im heutigen Mumbai geboren. Als er ein Jahr alt war, zog er mit seiner Familie nach Bradford in England um, wo er dann bis zu seinem 16. Lebensjahr aufwuchs. Anschließend zog er mit seinen Eltern nach Florida. Dort schloss er die High School ab und studierte an der University of South Florida.
Bevor Mandvi nach New York zog, arbeitete er als Unterhalter im Disney’s-Hollywood-Studios-Themenpark des Walt Disney World Resorts in Florida.
In New York begann er seine Karriere mit Nebenrollen in Independentfilmen sowie in Theaterstücken in Off-Broadway-Produktionen. 1998 hatte er dort mit seiner One-Man-Show Sakina's Restaurant einen ersten Erfolg. Für die auf seinen Erfahrungen als Immigrant basierende Show wurde er mit einem Obie Award ausgezeichnet.
Bekannt wurde er vor allem durch seine Mitwirkung an der satirischen Nachrichtensendung The Daily Show. Nach einigen sporadischen Auftritten ab August 2006 gehört er seit März 2007 deren festem „Korrespondenten“-Team an. Außerdem war er Gastdarsteller in zahlreichen Fernsehserien.
Er ist für kleinere Auftritte in Filmen wie Spider-Man 2 (2004), Mitten ins Herz – Ein Song für dich (2007) oder Selbst ist die Braut (2009) bekannt. In Die Legende von Aang (2010) verkörpert er die Rolle des Admiral Zhao.

## Filmografie (Auswahl)
- 1988: Miami Vice (Fernsehserie, Folge 5x06 Line of Fire)
- 1990: Karate Tiger 3 – Der Kickboxer (No Retreat, No Surrender 3: Blood Brothers)
- 1995: New York Undercover (Fernsehserie, Folge 1x15 The Smoking Section)
- 1995: Stirb langsam: Jetzt erst recht (Die Hard: With a Vengeance)
- 1996: Eddie
- 1998: Ausnahmezustand
- 1999: Reine Nervensache (Analyze This)
- 2004: Spider-Man 2
- 2006: Die Sopranos (The Sopranos, Fernsehserie, Folge 6x12)
- 2006: Criminal Intent (Fernsehserie, Folge 4x09 Genie und Wahnsinn)
- 2006–2007: Emergency Room – Die Notaufnahme (ER, Fernsehserie, 3 Folgen)
- 2007: Mitten ins Herz – Ein Song für dich (Music and Lyrics)
- 2008: Wen die Geister lieben (Ghost Town)
- 2009: Selbst ist die Braut (The Proposal)
- 2009: Today’s Special
- 2010: Die Legende von Aang (The Last Airbender)
- 2011: Der große Crash – Margin Call (Margin Call)
- 2012: Premium Rush
- 2013: Movie 43
- 2013: Prakti.com (The Internship)
- 2015: The Brink – Die Welt am Abgrund (The Brink, Fernsehserie, 10 Episoden)
- 2017–2018: Eine Reihe betrüblicher Ereignisse (A Series of Unfortunate Events, 3 Episoden)
- 2019: Human Capital
- 2019–2024: Evil (Fernsehserie)
- 2022: Paws of Fury: The Legend of Hank (Stimme)